# زانا نمتسوا
زانا نمتسوا (روسی: Жа́нна Бори́совна Немцо́ва؛ زادهٔ ۲۶ مارس ۱۹۸۴) روزنامه‌نگار و کنشگر یهودی‌تبار اهل اتحاد جماهیر شوروی سوسیالیستی است.
وی همچنین برندهٔ جوایزی همچون جایزه بین‌المللی زنان شجاع شده‌است.